# نورت دام دي لا ميرسي (كيبك)
نورت دام دي لا ميرسي (بالإنجليزية: Notre-Dame-de-la-Merci, Quebec) هي بلدية محلية في كيبيك تقع في كندا في Matawinie Regional County Municipality. يقدر عدد سكانها بـ 1097 نسمة ومساحتها 262.40 كم2 .